# Epistomaria
Epistomaria es un género de foraminífero bentónico de la subfamilia Epistomariinae, de la familia Epistomariidae, de la superfamilia Asterigerinoidea, del suborden Rotaliina y del orden Rotaliida. Su especie tipo es Discorbina rimosa. Su rango cronoestratigráfico abarca el Luteciense (Eoceno medio).

## Clasificación
Epistomaria incluye a las siguientes especies:
- Epistomaria bhabhai †
- Epistomaria dominicana †
- Epistomaria fissurata †
- Epistomaria miurensis †
- Epistomaria nakazatoensis †
- Epistomaria pulpitoensis †
- Epistomaria rimosa †
- Epistomaria saudica †
- Epistomaria takayanagii †
- Epistomaria talukdari †
- Epistomaria yabei †

Otras especies consideradas en Epistomaria son:
- Epistomaria cabana †, de posición genérica incierta
- Epistomaria puietaensis †, de posición genérica incierta
- Epistomaria punctata †, considerado sinónimo posterior de Epistomaroides punctulata †

En Epistomaria se ha considerado el siguiente subgénero:
- Epistomaria (Epistomariella), también considerado como género Epistomariella y aceptado como Pseudoeponides